# Nie und nimmer (Album)
Nie und nimmer ist das siebte Studioalbum des österreichischen Austropop-Musikers und Liedermachers Wolfgang Ambros.

## Produktion
Wolfgang Ambros und sein Freund und Texter Joesi Prokopetz produzierten 1979 das Studioalbum Nie und nimmer.
Es ist seine letzte mit Studiomusikern aufgenommene LP. Danach spielt er nur mehr mit seiner No. 1 vom Wienerwald, der anfänglich Peter Schleicher, Helmut Pichler, Peter Koller und Helmut Nowak angehörten. Später wurde Peter Schleicher durch Günter Dzikowski ersetzt.
Ambros hat seine „Depressionsphase“ überwunden und widmet sich vermehrt seiner eigenen Einsicht bzw. Erkenntnis. Dies widerspiegelt sich im aggressiven Stück I hob a bissl zvü dawischt / Die Unschuld vom Land was gleichzeitig mit De Swoboda zum Besten gehört was Ambros auf Platte verewigt hat.
Texte, die im Grunde traurig stimmen müssten, wie im Lied I mog di ned werden ins Ironische gezogen, ebenso bei I bin a Weh.
Der Titelsong Nie und nimmer ist eine Abrechnung mit der immer stärker aufkommenden Discowelle.

## Titelliste
1. Nie und nimmer – 5:56 (Ambros)
2. De Swoboda – 3:51 (Ambros, Prokopetz)
3. De Nr. 1 vom Wienerwald – 2:53 (Ambros)
4. I hob a bissl z'vü dawischt / Die Unschuld vom Land – 7:58 (Ambros)
5. Da oide Kaiser – 4:43 (Ambros, Prokopetz)
6. I mog di ned – 2:06 (Georg Danzer)
7. Hey Listen – 2:48 (Ambros, Hugo Khittl)
8. Chanson Toilette – 3:12 (Ambros, Hans Günter Hausner)
9. I bin a Weh – 4:08 (Ambros, Hans Günter Hausner, Veronika Vane)
10. Cocaine Blues – 2:43 (Ambros)

## Cover
Das Cover-Layout zeigt einen Streifenkaugummi, in der Mitte mit gewohnten geschwungenen W.Ambros-Schriftzug und über und unterhalb der Titel des Albums in Großbuchstaben „NIE UND NIMMER“.
Da das Cover auf der Kaugummiverpackung grün-weiß ist, durfte kurz nach dem Erscheinen der LP auf Intervention von Wrigleys diese nicht mehr verkauft werden, daraufhin wurde die Farbe in orange geändert.

## Charts und Chartplatzierungen
| ChartsChartplatzierungen | Höchstplatzierung | Wochen |
| ------------------------ | ----------------- | ------ |
| Österreich (Ö3)          | 16 (8 Wo.)        | 8      |